# Retro-Gaming Connexion
La RGC (Rétro-Gaming Connexion) est une association française loi de 1901. Elle a pour but de promouvoir et sauvegarder le patrimoine vidéoludique lié au rétrogaming. Elle le partage également lors de plusieurs manifestations annuelles depuis plus de 10 ans. 
Elle a été fondée en 2004 par six passionnés de la culture vidéoludique,. Elle est basée dans le petit village de Congis-sur-Therouanne. 

## Les évènements de l'association
L'AC à Congis-sur-Therouanne (77) en avril, convention de passionnés sur la rétro informatique ludique.
La Rétro-Gaming Connexion à Meaux (77) en automne, convention sur le jeu vidéo rétro et alternatif tous support confondus .
La RétroGaming Play à Meaux (77) en février, festival public multi-associatif sur le jeu vidéo rétro et alternatif (Jeux actuels Homebrews, indépendants ou différents des standards du moment).

## Les participations externes de l'association
L'association est présente à d'autres rencontres vidéoludiques comme la GamesCom, le Stunfest ou la Play Paris by PAX.

## Édition de jeux
La RGC participe à l'édition de plusieurs jeux sur différents supports.
| Nom du jeu                | Support  |
| ------------------------- | -------- |
| Another World             | Jaguar   |
| Penguin Café              | MSX      |
| PicrossST                 | Atari ST |
| Pooz                      | Atari ST |
| Saboteur III / Saboteur 3 | Atari ST |
| Yastuna vol.1             | Lynx     |
| Yastuna vol. 2            | Lynx     |

### Note et référence
1. ↑  Joypad n°174 Mai 2007
2. ↑  http://www.leparisien.fr/meaux-77100/meaux-retro-gaming-connexion-fera-dans-le-genre-vieux-jeux-ce-week-end-15-02-2017-6682593.php
3. ↑  (en) « RGC - Rétro Gaming Connexion », sur game.fr (consulté le 4 septembre 2020).
4. ↑  (en) « Atari Connexion 2013 », sur game.fr (consulté le 4 septembre 2020).
5. ↑  (en) « RGC 2013 - Retro Gaming Connexion », sur game.fr (consulté le 4 septembre 2020).
6. ↑  Mario86, « RetroGaming Play (RGP) : une convention rétro à Meaux les 18-19 février », sur jeuxvideo.com, 14 février 2017 (consulté le 4 septembre 2020).
7. ↑  « Gamescom rétro : le stand Steel Battalion », sur gamerdepereenfils.fr, 13 août 2015 (consulté le 4 septembre 2020).
8. ↑  « mo5.com/asso/le-stunfest-2016/ »(Archive.org • Wikiwix • Archive.is • Google • Que faire ?).
9. ↑  « Retro-Gaming Connexion », sur playbypax.com via Wikiwix, 19 mars 2018 (consulté le 3 novembre 2023).